# Co noc
Co noc – czwarty singel polskiego piosenkarza Oskara Cymsa z jego drugiego albumu studyjnego, zatytułowanego Szkic i kontury. Singel został wydany 22 stycznia 2025.
Kompozycja znalazła się na 1. miejscu listy OLiA, najczęściej odtwarzanych utworów w polskich rozgłośniach radiowych.

## Geneza utworu i historia wydania
Utwór napisali i skomponowali Oskar Cyms, Patryk Kumór, Dominic Buczkowski-Wojtaszek i Frank Bo, natomiast za produkcję piosenki odpowiadał Hotel Torino.
Singel ukazał się w formacie digital download 22 stycznia 2025 w Polsce za pośrednictwem wytwórni płytowej DB4 Management w dystrybucji Warner Music Poland. Piosenka została umieszczona na drugim albumie studyjnym Cymsa – Szkic i kontury.
27 kwietnia 2025 zaprezentował utwór podczas koncertu Tysiąclecie Korony Polskiej.

## „Co noc” w stacjach radiowych
Nagranie było notowane na 1. miejscu w zestawieniu OLiA, najczęściej odtwarzanych utworów w polskich rozgłośniach radiowych.

## Teledysk
Do utworu powstał teledysk w reżyserii Mikołaja Matyjaseka, który udostępniono w dniu premiery singla za pośrednictwem serwisu YouTube.

## Lista utworów
- Digital download[2]

1. „Co noc” – 2:39

## Notowania

### Pozycja na liście sprzedaży
| Kraj   | Lista (2025)             | Najwyższa pozycja |
| ------ | ------------------------ | ----------------- |
| Polska | OLiS – single w streamie | 80                |

### Pozycja na liście airplay
| Kraj   | Lista (2025)                   | Najwyższa pozycja |
| ------ | ------------------------------ | ----------------- |
| Polska | OLiS – oficjalna lista airplay | 1                 |